# Olivier Allard
Pour les articles homonymes, voir Allard.

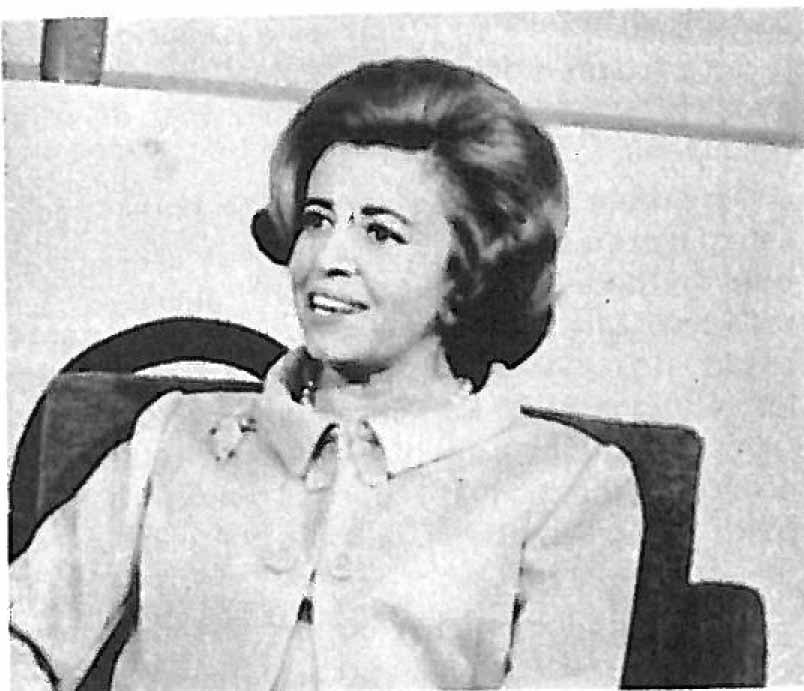
Marguerite "Maggy" Allard, née Marguerite Ozil

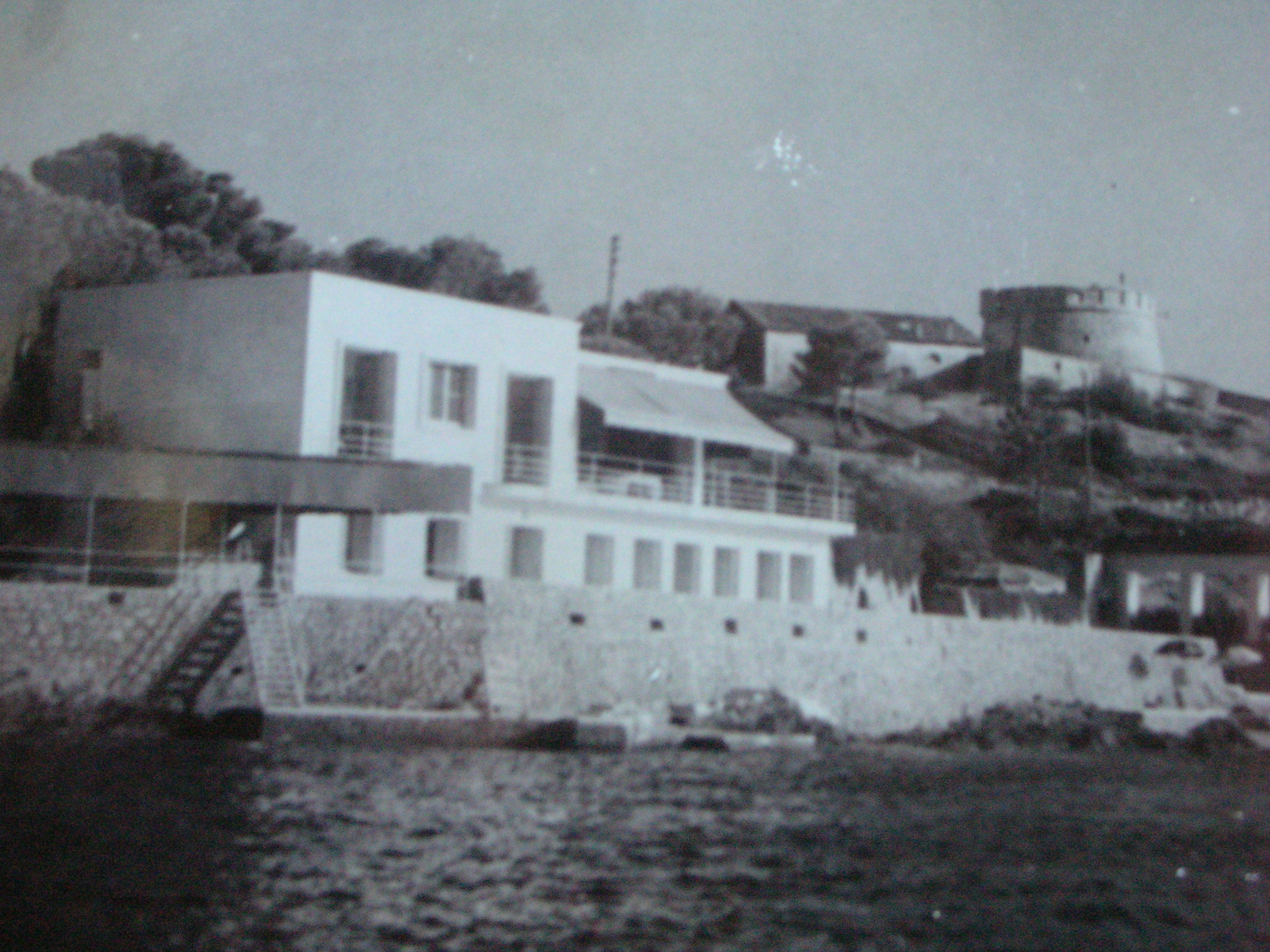
Villa L'Occident, Antibes

Olivier Allard (Bruxelles 10 mars 1910 - Cannes 26 août 1981) était un collectionneur d'art et promoteur immobilier belge.

## Biographie
Fils du baron Josse Allard et de Marie-Antoinette Callay Saint-Paul de Sinçay, il était le benjamin de leurs cinq enfants. Il succéda au titre de baron à la mort de son frère Antoine Allard, mais ne lui survécut que deux mois.
À la vocation familiale de banquier, Olivier Allard préféra les œuvres d’art et en fait d'études il privilégia la mystique. Il s’installa à Cannes dans la Villa Mariposa, demeure de 28 pièces ayant appartenu au prince de Hesse. Il acheta également une maison à Antibes, des œuvres d’art d’artistes de premier plan tels que Botticelli ou Monticelli et une collection d’objets extrême-orientaux.
Héritier d’une fortune considérable, il augmenta sa richesse en se mariant avec Marguerite Ozil (1916-1988), héritière de l’École universelle et propriétaire du Château Sainte Anne à Nice. Ils eurent trois fils, avant de divorcer en 1972. 
Il fit fructifier le patrimoine familial en s'engageant dans des opérations immobilières sur la Côte d'Azur et en Suisse et en se faisant gestionnaire de fortunes.

### Démêlés judiciaires

#### Ses activités durant la Seconde Guerre mondiale
Pendant la guerre, Olivier Allard fut appréhendé par les services policiers dirigés par Henri Lafont, le chef de la gestapo française, qui le suspectait d'entretenir des liens avec le gouvernement belge libre exilé à Londres et d'utiliser des filières du marché noir pour financer des mouvements de résistance. Il fut relâché moyennant une forte rançon. Par la suite, ciblé par la gestapo, il fut incarcéré à Anvers, soupçonné d’être mêlé à une affaire de trafic de devises. Une de ses connaissances, la 'comtesse' Marie Tchernicheff, intercéda pour lui auprès de Lafont, son amant, qui le fit libérer faute de preuves. 

#### L'affaire Charles de Belgique
Olivier Allard fut surtout connu au travers d’un scandale financier. Devenu ami du prince Charles de Belgique (le frère de Léopold III de Belgique) en 1958, celui-ci, souhaitant déshériter sa famille, fit appel à ses talents de gestionnaire de fortune pour parvenir à ses fins en rendant anonyme son patrimoine. Mais, le 18 août 1967, prince Charles de Belgique, se prétendant ruiné, dépose plainte contre Olivier Allard. Le prince l'accuse d'avoir détourné à son profit sa fortune. 
Olivier Allard se défend de l'accusation et publie le jour même un communiqué: "Je conteste absolument les accusations portées contre moi par le prince Charles. Ce dernier n'est pas ruiné, comme il le prétend. Il possède, entre autres choses, encore au moins 100 millions de francs belges en liquidités à Bruxelles et reçoit de Londres une rente annuelle de 1,5 million de francs belges. du prince." 
Le procès fit scandale et fut largement rapporté dans la presse belge et internationale. Le prince Charles y fut dépeint comme un alcoolique qui boit deux bouteilles de whisky par jour, et un dépensier invétéré qui dilapide sa fortune de manière insensée.   
Le procès qui dura près de quinze ans prouvera finalement que Allard n'avait jamais été chargé de la gestion de sa fortune et que s'il avait effectué avec Charles de Belgique certaines opérations, dont il lui avait donné décharge en pleine connaissance de cause, il n'avait jamais disposé d'une procuration sur ses comptes. 
Le 21 juillet 1971, Allard prouva qu'il avait placé tout l’argent en question à long terme afin de pouvoir verser une rente viagère au prince, conformément à sa demande. Ce dernier retire sa plainte et se déclare "sans grief contre le prévenu". 
Son innocence prouvée, Olivier Allard fut acquitté le 13 septembre 1972 par le tribunal de première instance de Bruxelles et le prince Charles de Belgique fut condamné aux dépens. 
Le prince perdit dans l'aventure argent et honneur. Il décida néanmoins de déposer le 9 août 1977 une nouvelle plainte contre son avocat, Maître Bricmont, l'accusant, comme il l'avait fait avec Allard, d'avoir détourné une partie de son patrimoine avec l'aide de son épouse.L'affaire trouvera son épilogue en 1989 devant la Cour européenne des droits de l'homme à Strasbourg.
Innocenté par la justice après quinze ans de combat, Allard y laissa sa santé, une partie de sa fortune et sa réputation. Il publia les attendus juridiques qui l'innocentaient, sous le titre Flandre. Tome I. Il mourut dix ans plus tard à l’âge de 71 ans dans sa maison de Cannes au milieu de ses trésors d’antiquité.

## Sources et littérature
- Olivier ALLARD, Flandre. Tome I, Genève, 1971 (L'affaire Prince Charles de Belgique)
- Robert ROUSSEAU, L'homme d'affaires du prince Charles acquitté, dans: Le Figaro, 14 septembre 1972.
- Louise-Ghislaine BRICMONT-BARRÉ, Le Prince Charles m'a dit, Québec, 1993.
- Éric MEUWISSEN, Richesse oblige — La Belle Époque des Grandes Fortunes, Bruxelles, Racine, 1999
- Oscar COOMANS DE BRACHÈNE, État présent de la noblesse belge, Annuaire de 2003, Bruxelles, 2003.
- Vincent LEROY, Le prince Charles de Belgique, Éditions Imprimages, 2006 p.
- Cyril EDER, Les comtesses de la Gestapo, Paris, Grasset, 2006.